# Йоганнес Аавік
Йога́ннес Аа́вік (ест. Johannes Aavik, нар.8 грудня 1880, острів Сааремаа, Естонія — пом.18 березня 1973, Стокгольм, Швеція) — естонський мовознавець, реформатор і стандартизатор сучасної естонської мови. Псевдонім — Й. Рандвере (J. Randvere). Соратник Густава Суйтса, засновника літературної організації «Молода Естонія».

## Біографія
1888–1902 закінчив школу в Курессааре, німецькомовну гімназію.
У 1902–1903 роках навчався у Тартуському університеті. Знайомиться з письменниками Густавом Суйтсом і Фрідебертом Тугласом.
1903–1905 роки: український період в житті вченого. Навчається в Ніжинському інституті (Україна). 1904 листується з Ґеоргом Брандесом відносно ідей модернізації естонської мови.

## Наукова діяльність
Сучасну естонську мову сформовано у 1910–1920 роках стараннями геніального вченого-мовознавця Йоганнеса Аавіка. Він запровадив спрощену структуру речень, а також винайшов низку нових коренів слів, які позичав із естонських та фінських діалектів. В цілому Аавік — ініціатор унікального експерименту з реконструкції та радикального оновлення естонської мови, яке зачепило навіть її граматичні основи. Науковий досвід Аавіка є дивовижним і, разом з тим, потрібним у всьому світі.
Ааавік не боявся створювати нові основи слів, виходячи з асоціативності звуків і смислових значень. Разом із поетом і перекладачем Віллемом Рідала (випускник Гельсінського університету), зумів впровадити в сучасну естонську мову понад 300 нових слів. Серед найпоширеніших граматичних винаходів Аавіка — i-superlatiiv.
Робота зі стандартизації естонської мови тривала і після Другої світової війни як вченими в умовах радянськоїй окупації, так і в еміграції. Було видано: атлас діалектів естонської мови, концептуальний словник, етимологічний словник, граматика наукової мови.
На острові Сааремаа в місті Курессааре створено музей Аавіка.

## Наукові праці
- Eesti kirjakeele täiendamise abinõudest (1905)
- Ruth (Erzählung unter dem Pseudonym J. Randvere, 1909)
- Keele kaunima kõlavuse poole In: Eesti Kirjandus 1912, S. 451–484
- Eesti rahvusliku suurteose keel (1914)
- Eesti kirjakeelse stiili arenemise järgud In: Noor-Eesti V, Tartu 1915, S. 216–229
- Eesti luule viletsused (1915)
- Keel ja kirjandus In: Sõna, Tartu 1918, S. 72-78.
- Uute sõnade sõnastik (Neologistisches Wörterbuch, 1919)
- Uute ja vähem tuntud sõnade sõnastik (Wörterbuch, 1921)
- Puudused uuemas eesti luules (Poetologie, 1922)
- Keeleuuenduse äärmised võimalused (1924)
- Kuidas suhtuda «Kalevipojale» (1933)
- Eesti õigekeelsuse õpik ja grammatika (Orthographie und Grammatik, 1936)